# Гемоспермия
Гемоспермия, гематоспермия (от греч. haima «кровь» и греч. sperma «семя») — примесь крови в сперме, заметная невооружённым глазом благодаря появлению большого количества эритроцитов в сперме после семяизвержения.
В соответствии с определением международной классификации, гемоспермия (гематоспермия) – это наличие свежей или измененной крови в эякуляте в результате патологии половых желез, уретры или мочевого пузыря.

## Классификация
Гемоспермия бывает:
- истинной (лат. haemospermia vera) – сперма равномерно окрашена кровью в ржавый, темно-красный цвет. Источник крови – половой тракт от яичек до семенных пузырьков;
- ложной (лат. haemospermia spuria) – в сперме просматриваются отдельные нитчатые сгустки или прожилки крови. Источник крови – мочеиспускательный тракт (часть уретры ниже предстательной железы) .

## Этиология
Истинная доброкачественная гемоспермия связана с возобновлением частой половой активности после длительного воздержания. Развитая сосудистая система и резкая смена сосудистого давления при половом акте приводит к разрыву мелких сосудов и попаданию крови в эякулят. Также причинами могут быть длительное сексуальное возбуждение, продолжительные половой акт или мастурбация, приводящие к застою жидкости в урогенитальном тракте и  возникновению кровотечения. Данный вид гемоспермии бывает однократно либо исчезает в течение недели самостоятельно.
Чаще же гемоспермия возникает и протекает длительно при различных патологиях и заболеваниях мочеполовой системы:
- острые и хронические везикулиты – воспаление семенных пузырьков, чаще вследствие ИППП (гонорея, трихомониаз, хламидиоз, уреаплазмоз), а также вызываемые условно-патогенными микроорганизмами (кокки, кишечная палочка, протеи). Способствующими факторами могут быть уретрит, простатит, орхит, эпидидимит, иммуннодепрессия, застойные явления в органах малого таза;
- кисты семенных пузырьков – обычно, врождённая патология;
- сужение мочеиспускательного канала при уретритах, уретропростатитах, колликулитах (воспаление уретры в области семенного бугорка), чаще бывает ложная гемоспермия;
- внелегочные формы туберкулёза;
- обструкция мочеиспускательного канала  кальцинатами (конкременты) простаты, семявыносящих протоков, уретры;
- кондиломы и полипы мочевыводящих путей, обычно в простатической части уретры;
- варикозная болезнь органов малого таза, приводящая к нарушению оттока крови из вен и застое эякулята в предстательной железе;
- артериальная гипертензия;
- хронические заболевания печени;
- амилоидоз;
- гемофилия;
- геморрагическая пурпура;
- опухоли простаты, яичек, мочевого пузыря, семенных пузырьков, придатков яичек (рак простаты, уретральная карцинома и т. д.);
- травмы наружных или внутренних мужских половых органов, в том числе инвазивные методы медицинского вмешательства на них.

## Обнаружение
Симптом встречается только у сексуально активных мужчин. Если половые партнёры мужчины позволяют ему совершать внутреннее семяизвержение без барьерных средств (например, презервативов), то гемоспермия может долгое время оставаться незамеченной. Обычно она обнаруживается в случае прерванного полового акта, а также во время мастурбации, то есть тогда, когда семяизвержение производится открыто по завершении полового акта. Появление следов крови в сперме при внутреннем семяизвержении могут в некоторых случаях первыми заметить половые партнёры.

## Происхождение
В большинстве случаев гемоспермия является несистемным, доброкачественным, идиопатическим, самопроходящим симптомом. Особенно это касается половозрелых, сексуально активных мужчин в возрасте до 40 лет, у которых гемоспермия часто является следствием механических повреждений сосудов в области половых органов, например из-за совершения неосторожных движений во время орального секса, ласки яичек или неаккуратной мастурбации. Лишь 2 % случаев гемоспермии свидетельствуют о появлении хронических злокачественных заболеваний. Впрочем, последний показатель может существенно повышаться в более старшем и пожилом возрасте (14 %). Поэтому, в случае обнаружения гемоспермии рекомендуется наблюдать за семяизвержениями путём применения презервативов, внешнего семяизвержения или мастурбации. В случае сохранения следов крови в сперме по истечении двухнедельнего наблюдательно срока, следует незамедлительно обратиться к урологу.